# 永田太郎
永田 太郎（ながた たろう、1971年 - ）は、東京都出身の作曲家、ギタリスト。
音楽制作会社トイロミュージック所属。

## 概要
1996年 Crue-L RecordsからARCH（アーチ）のメンバーとしてデビュー。マキシシングル3枚、アルバム1枚を同レーベルからリリース。98年 メジャーレーベル（came / boogaloo）へ移籍。マキシシングル5枚、アルバム3枚を同レーベルからリリース。ARCHの活動に並行し、ギタリストとして、またクライアントワークとしての作曲も同時に行っている。

## テレビアニメ・CM・ゲーム・その他
- テレビアニメ
  - まじもじるるも
  - ラストピリオド
  - ぐらんぶる
- NHKラジオ第2放送
  - 基礎英語0
  - まいにちドイツ語入門編 ジングル
- ラグビーワールドカップ2019キャンペーンムービー
- 小学館「PS」
- 国立民族学博物館「国立民族学博物館」VP
- ロート製薬「もぎ立て果実」
- ライセンシングアジア出展「寄藤文平キャラクター ゼリーくん」
- 『デジタルモンスター チャンピオンシップ』
- 『ドラゴンボールZ2』
- 『たまごっちのなりきりチャレンジ』
- 『たまごっちのなりきりチャンネル』（以上NBGI）
- 『つくってうたう さるバンド』（任天堂）
- ニンテンドーDS『非常口－EXIT DS』（タイトー）
- PlayStation Portable『大戦略ポータブル』（システムソフト）『モンスターファーム5 サーカスキャラバン』（テクモ）
- NHKクリエイティブ・ライブラリー[2]
- NHK教育テレビジョン『おかあさんといっしょ』「もじロックフェスへようこそ」
- ユニクロ 「UT LIKE!」 WEB
- ノーリツ「エコ＊リラ＊キレイ」WEB
- au Smart Sport 「BEAT RUN」
- 芝居『オスウーマン』（天久聖一脚本・演出）
- 東京メトロ銀座線神田駅 発車メロディ「お祭りマンボ」（編曲）
- 『星のカービィ ディスカバリー』「WELCOME TO THE NEW WORLD!」（編曲）